# 黃旗軍
黃旗軍是19世紀中葉的一支活躍於中越邊境的一支民變地方武裝。該軍隊的首領是黃崇英，因戰旗顏色為黃色，故而得名。
黃旗軍的領袖黃崇英，原為吳亞終（吳鯤）的重要部將。1871年，吳亞終在攻打越南北寧的戰鬥中陣亡，其部眾分為黑旗軍、黃旗軍、白旗軍三部。其中，黃旗軍以宣光省河楊為根據地，與黑旗軍同為當地最大的匪幫勢力。他們佔據著越南北部山區，在各地設置關卡，並向百姓徵收稅收，對此越南阮朝朝廷無可奈何。
黃崇英與黑旗軍首領劉永福不和，為爭奪地盤，雙方派兵互相攻打。阮朝以黃繼炎為諒平寧太統督軍務大臣，會同山西省軍務贊襄尊室說一起前去討伐。黃繼炎派人前去招降他們，劉永福率黑旗軍接受招安，並協助阮朝官軍攻打黃旗軍。
1872年，法國商人涂普義溯湄公河而上，前往中國雲南貿易。經過黃旗軍領地時，黃旗軍對法國商隊給予放行。1873年，安鄴大尉率軍攻打北圻的時候，黃崇英派黃旗軍前去帶路，最終攻破河內。
1875年，黃崇英率兵駐紮於永祥府朱尚鄉，遭到尊室說的討伐而大敗，黃崇英被擒殺。此後黃旗軍勢力逐漸瓦解。